# Поп Смоук
Башар Барака Джаксън, по-известен като Поп Смоук, е американски рапър и певец. Определят го като лицето на дрил музиката в Бруклин.
Поп Смоук започва музикалната си кариера през 2018, а през април 2019 става известен със сингъла „Welcome to the Party“. По пътя към славата подписва договор с Victor Victor Worldwide и Republic Records и издава дебютния си микстейп „Meet The Woo“ (2019). Вторият трак от микстейпа, „Dior“, достига 22 място в класацията на Billboard Hot 100. Вторият му микстейп „Meet The Woo“ (2020) дебютира на 7-мо място в Billboard 200. 2 седмици след издаването на проекта е застрелян в къщата си в Лос Анджелис. Приживе Поп Смоук няма издаден албум, а дебютният му албум „Shoot for the Stars, Aim for the Moon“ заема върха на Billboard 200.

## Биография
Башар Барака Джаксън е роден на 3 юли 1999 в Бруклин, Ню Йорк в семейството на баща панамец и майка от Ямайка. Поп Смоук е изключен от осми клас за носене на пистолет в училище и прекарва две години под домашен арест, след като е обвинен в притежание на оръжие. Когато е на 15 години, той печели баскетболна стипендия на Rocktop Academy – подготвително училище във Филаделфия, но е принуден да напусне, след като е диагностициран със сърдечен шум.

## Кариера
Джаксън започва своята музикална кариера през 2018 г., докато се мотае около други изпълнители като Джей Гуапо по време на техните студийни сесии. Първоначално той прави популярни песни в Ню Йоркската тренировъчна музикална сцена, преди да се захване със създаването на оригинална музика. В интервю за Genius той заявява, че името Pop Smoke е комбинация от Poppa (прякор, даден му от баба му в Панама) и Smoke (част от прякор, даден му от приятели от детството).
Поп Смоук издава дебютния си сингъл „MPR“ в края на 2018. На 28 януари 2019 пуска песента „Flexing“, която получава 100 хиляди гледания в Youtube в рамките на един ден. Междувременно Pop Smoke се сприятели с продуцента Rico Beats, който беше познат на изпълнителния директор Steven Victor. През април 2019 г. Поп Смоук разкри, че е подписал договор с Victor Victor Worldwide, клон на дружеството Universal Music. По-късно излиза пробивният му сингъл „Welcome to the Party“, водещият сингъл в дебютния си микстейп, Meet the Woo (2019), продуциран от 808Melo. Песента има два ремикса с участието на Ники Минаж и Skepta. Друга известна песен от мисктейпа е „Dior“. След нарастването на популярността на „Welcome to the Party“, той си сътрудничи с други популярни изпълнители на сингли като „War“ с участието на Lil Tjay и „100k on a Coupe“ с участието на Calboy. През декември 2019, Поп Смоук записва песента „Gatti“ като гост в албума „Jackboys“ на Травис Скот.
През февруари 2020, Поп Смоук издава втория си микстейп Meet the Woo 2 (2020), а в него има колаборации с изпълнители като Quavo, A Boogie wit da Hoodie, Fivio Foreign and Lil Tjay. 5 дни след издаването на микстейпа е пусната и бонус версия с участието на Nav, Gunna, и PnB Rock.
На 14 май 2020 мениджърът на Поп Смоук Стивън Виктор обявява, че дебютният му албум ще бъде издаден на 12 юни 2020. Американският рапър 50 Cent похвали починалия рапър и изрази интерес към довършването на албума с възможни колаборации с Роди Рич, Дрейк и Крис Браун. Името на албума е Shoot for the Stars, Aim for the Moon и е издаден на 3 юли 2020 г., като е на първо място в чартовете на няколко държави, включително и на върха на Billboard 200. Всички сингли от албума са в класацията Billboard Hot 100 начело с „The Woo“ и „For the Night“. На 20 юли 2020 г. за 21-ия рожден ден на Поп Смоук е издадена лимитирана версия на албума. 
На 16 юли 2021 излиза най-новия му албум „Faith“, в който се партнира с Дуа Липа и Кание Уест. Луксозното издание на албума, което включва четири допълнителни песни, излиза на 20 юли 2021 г., на 22-ия рожден ден на Поп Смоук.

## Смърт
Убит е в нощта на 19 февруари 2020 г. Застрелян е в нает дом в квартала на Лос Анджелис – Холивуд Хилс. Според хора, които този ден били близо до къщата на Башар, около 04:30 ч. четирима маскирани мъже пристигнали и се промъкнали в двора. Няколко минути по-късно се чуват изстрели, убиецът незабавно напуска мястото на престъплението. Джаксън умира от раните си. На 21 февруари 2020 г. Департаментът по съдебна медицина на окръг Лос Анджелис съобщава, че причината за смъртта на Поп Смоук е огнестрелна рана в торса. Полицейското управление на Лос Анджелис първоначално вярва, че смъртта на Башар е свързана с престъпна банда, тъй като той е свързан с Крипс. По-късно те решават, че смъртта му е резултат от неуспешен обир на жилище.
Планирано е тялото на Джаксън да бъде погребано в гробището на Cypress Hills, но то е преместено в Green-Wood. Семейство, приятели и фенове на Башар се събират в родния му град Канарси, Бруклин, за да изразят почитта си.
На 9 юли 2020 г. трима възрастни мъже и двама непълнолетни са арестувани по подозрение за убийството на рапъра. Те са идентифицирани като Кори Уокър, 19; Кандра Д. Роджърс, 18 г .; 21-годишният Джаджан Мърфи и двама непълнолетни, които са били на 15 и 17 години по време на убийството. През май 2020 г. 15-годишният, най-младият от четиримата нападатели, твърди, че е признал, че е убил Поп Смоук, на своя съкилийник в център за непълнолетни. Той казва, че рапърът първоначално е изпълнил заповедите му, но по-късно е направил опит да се бори с тях, в резултат на което Башар е застрелян с пистолет Beretta M9. Те открадват и часовника му Ролекс. През май 2021 г. е съобщено, че Поп Смоук взема душ в къщата, наета чрез услугата Airbnb, когато маскирани мъже влизат през балкона на втория етаж. Към главата на гаджето му е държан пистолет. Един от натрапниците заплашил да я убие, като казал: „Млъкни, по дяволите. Искаш ли да умреш?“. Жената чула как Башар се бори с убиеца, а след това и неговият вик.